# Georges Hébert
Georges Hébert (* París, 27 de abril de 1875 - Tourgéville, 2 de agosto de 1957) fue un oficial de marina y un instructor de educación física francés promotor de un nuevo método de entrenamiento, el Método Natural o Hébertism, contrario a la gimnasia sueca.
Como oficial de la Armada Francesa antes de la Primera Guerra Mundial, Hébert fue asignado a la aldea de St. Pierre en Martinica. En 1902 hubo una catastrófica erupción volcánica y Hebert heroicamente coordinó la evacuación y rescate de alrededor de setecientas personas. Esta experiencia tuvo un profundo efecto en él, y reforzó su creencia en que la habilidad atlética debe ser combinada con coraje y altruismo. Desarrolló este ethos en su frase: «Etre fort pour être utile» - «Ser fuerte para ser útil».
Hébert había viajado por todo el mundo y estaba impresionado por el desarrollo físico y las habilidades de los movimientos de los indígenas africanos y de otras regiones: Sus cuerpos eran espléndidos, flexibles, exactos, hábiles, resistentes y, sin embargo, no habían tenido entrenamiento gimnástico sino sus vidas en la naturaleza.
Siendo teniente, se convirtió en director de ejercicios físicos en la Marina en 1910. En 1913 fue nombrado director técnico del Colegio de Atletas de Reims construido por el marqués Melchior de Polignac. Aunque sus acciones fueron bastante ignoradas, fue promovido para la Legión de Honor.
Él definió el deporte como «cualquier tipo de ejercicio o actividad física dirigida a la consecución de los resultados y cuyo desempeño depende principalmente de la idea de la lucha contra un elemento definido, distancia, peligro, animal, un adversario [...] y, por extensión, contra uno mismo».
Más recientemente, las enseñanzas de Hébert han sido una influencia importante en la aparición de Parkour como disciplina de formación. Asimismo, en la primera década del siglo 21, el francés instructor de educación física Erwan Le Corre se inspiró en el "naturelle méthode" de Hébert ("método natural") para formar un sistema de movimiento natural que ha llamado "MovNat".